# Nederlandse kampioenschappen schaatsen afstanden 2020 - 3000 meter vrouwen
De 3000 meter vrouwen op de Nederlandse kampioenschappen schaatsen afstanden 2020 werd gereden op zaterdag 28 december 2019 in ijsstadion Thialf te Heerenveen. Er namen zestien schaatssters deel.
Antoinette de Jong was titelverdedigster na haar zege tijdens de NK afstanden 2019.

## Statistieken

### Uitslag
| #      | Schaatsster         | Tijd    |
| ------ | ------------------- | ------- |
| Goud   | Esmee Visser        | 4.01,29 |
| Zilver | Irene Schouten      | 4.01,80 |
| Brons  | Carlijn Achtereekte | 4.02,20 |
| 4      | Antoinette de Jong  | 4.02,23 |
| 5      | Ireen Wüst          | 4.02,65 |
| 6      | Reina Anema         | 4.02,67 |
| 7      | Melissa Wijfje      | 4.03,58 |
| 8      | Joy Beune           | 4.08,12 |
| 9      | Aveline Hijlkema    | 4.11,19 |
| 10     | Ineke Dedden        | 4.11,28 |
| 11     | Imke Vormeer        | 4.11,54 |
| 12     | Sterre Jonkers      | 4.11,55 |
| 13     | Roza Blokker        | 4.12,72 |
| 14     | Paulien Verhaar     | 4.13,07 |
| 15     | Esther Kiel         | 4.13,65 |
| 16     | Robin Groot         | 4.16,23 |

Uitslag